# Snježna kraljica (roman)
"'Snježna kraljica'" (eng. The Snow Queen) američki je ZF roman iz 1980. kojeg je napisala Joan D. Vinge. Dobitnik je Hugo nagrade za najbolji roman te je nominiran za nagradu Nebula u istoj kategoriji. Vinge je izdala dva nastavka: "Kraj svijeta" i "Ljetna kraljica". Hrvatsko izdanje pojavilo se 1993. godine.
Labavo zasnovana na bajci istog naslova, roman opisuje podlu kraljicu planeta Tiamat koja pokušava produljiti svoju vladavinu nakon odlaska tehnološki superiorne vanzemaljske flote, zbog čega je stvorila svoj klon, Lunu. Glavne teme priče su borba za moć, iskupljenje, paleokontakti, ljubav, suživot različitih kultura i promjene prirode.

## Radnja
Planet Tiamat je negdje na razini Srednjeg vijeka. Na njemu su dva naroda: Zimci, koji se zalažu za tehnologiju i trgovinu sa stanovnicima drugih planeta, i Ljetnici, koji se oslanjaju na stare tradicije i običaje. Zvijezda, oko koje kruži Tiamat, kruži oko tzv. Crne Dveri, Crne rupe, te se svakih 150 godina premješta: trenutno je orbita stabilna i vladaju Zimci na čelu Snježne krajice Arienrhod, a na planetu su mnogi stanovnici drugih planeta, tzv. Hegemonije, ostaci bivšeg galaktičkog carstva koje se raspalo, kojima je omogućeno međuzvjezdano putovanje kroz Crne Dveri. Njima je Tiamat zanimljiv zbog krvi bića mera uz pomoć koje se konzumiranjem može pomlađivati, a zauzvrat daje Zimcima svoju tehnologiju na raspolaganje. Međutim, ne daju Tiamatovcima tajne tehnologije, tako da vlada svojevrsni „tehnološki embargo“ na tom planetu, navodno zbog straha da bi mogli razviti oružja kojima bi mogli uništili sami sebe. Pošto se sprema promjena orbite i očekuje vladavina Ljetnika, kada se prema tradiciji Snježna kraljica baca u vodu i zamjenuje Ljetnom kraljicom, Arienrhod je dala napraviti svojeg klona – to je mlada Luna, pripadnica Ljetnika na nekom otoku. Luna i njen rođak i ljubavnik Krijes su cijeli život bili nerazdvojni. Ipak, kada je Luna uspjeli proći obred i postati sibila, čuvarica drevnih znanja, a Krijes ne, razdvojili su se. Ona je ostala na otoku a on je otišao u glavni velegrad Carbuncle.
Na Carbuncleu, prevari ga naivna žena te mu ukrade stvari. Čak ga i napadnu lovci na robove, ali ga spasi policajka Jerusha i njen partner BZ. Ubrzo ga pronađe Arienrhod i on odmah primijeti da izgleda isto kao Luna. Pošto Arienrhod planira privući Lunu k sebi, smjesti ga u svoju palaču i postane mu ljubavnica. On izazove njenog ljubavnika Starbucka (Hernea) i pobijedi u dvoboju vjetra na mostu. Tako Krijes postane novi Stabuck i organizira lov na mere, što se potpuno kosi s njegovom tradicijom. Kada ga Luna odluči pronaći, povede ju izvantiamatovac Ngenet u svom svemirskom brodu do obližnje luke. Tamo se smjesti u nekoj krčmi s Elsevier, Crass i sluzastim bićem „Svilenim“, koji se ispostave kao krijumčari tehnologije na Tiamat. Pronađe ih Jerusha te u bijegu Crass biva ranjen. Oni povedu Lunu u svoj svemirski brod i napuste Tiamat te odlete kroz Crne Dveri do Karamougha, glavnog planeta Hegemonije, kako bi tamo Crass dobio potrebnu liječničku pomoć. Ljuta zbog činjenice što je zbog Jerushine krivnje izgubila Lunu, Arienrhod joj počne zagorčavati život: otruje njenog zapovjednika LiouxSkeda opasnom drogom a njoj da njegovu poziciju, kako bi ju iscrpila birokracijom. U međuvremenu, Elsevier konačno prizna Luni da se vjerojatno nikada neće moći vratiti natrag na svoj planet jer je to zakonom zabranjeno. Nakon što je provela neko vrijeme na Karemoughu, Luna upozna Aspunda koji joj objasni da se staro carstvo raspalo, no da su nesebični intelektualci prije izgradili savršenu banku podataka iz svih područja ljudskih djelatnosti, i to u obliku sibila, koje će prenositi znanje i svoju receptivnost neposredno svakom svom izabranom nasljedniku, putem miješanja krvi. Na njegov nagovor, ipak se uspiju u zadnji tren vratiti natrag kroz Crne Dveri na Tiamat, ali njihov svemirski brod biva pogođen i potone. Elsavier pogiba, no Lunu i Svilenog spašava Ngenet u hladnom moru.
On ih odvede do svoje farme gdje uzgaja mere te je u međuvremenu postao dobar Jerushin prijatelj. Tamo mu Luna otkriva da su meri inteligentna, genetski umjetno stvorena bića ostala još od starog carstva. Pošto polako počinje evakuacija Hegemonije, a s njom i policije, Carbuncleom počinje sve više vladati bezakonje i kaos. Kada Arienrhod naredi Krijesu da namjerno ubije mere na Ngenetovoj farmi, njegovi ljudi ubiju Svilenog, ali ne i Lunu jer se ovaj zaprepasti kada ju spazi živu. No pošto je imao šljem, uspio je sakriti identitet i pobjeći od srama. Međutim, pojavila se snježna oluja i Lunu su zarobili zimski nomadi, koju su ju stavili u kavez s BZ-om, kojeg su isto zarobili. Luna i BZ uspiju pobjeći i vratiti se Jerushi, gdje se otkriva Lunin identitet i svrha. Napokon u Carbuncleu, Luna se suoči s Arienrhod, koja joj kaže da ju smatra promašenom jer je htjela klon i po duhu, ne samo po tijelu, koji će spriječiti Ljetnike od bacanja tehnologije nakon promjene. Luna joj dokaže drugačije kada sudjeluje u ritualnom natjecanju za ljetno prijestolje te pobjeđuje. Prema tradiciji, Arienrhod i njen Starbuck (Herne) bivaju pogubljeni bacanjem u more, no ona ipak svojim zadnjim mislima zaključuje da njen pothvat nije bio uzaludan jer će ju zamijeniti njen klon. Promjena se nastavlja, zimu će zamijeniti ljeto, ali ovog puta s prosvjetljenom kraljicom, Lunom, koja će pripremati Tiamat za suočavanje s Hegemonijom kao ravnopravnim građanima nakon kraja ljeta, kada međuzvjezdano putovanje opet bude omogućeno. Jerusha ostaje na Tiamatu jer se zaljubila u Ngeneta te pozdravlja BZ-a pri odlasku svemirskih brodova, znajući da se za njenog životnog vijeka više neće vratiti.

## Recenzije
Arthur C. Clarke je hvalio roman:
"Budući klasik...Ima težinu i sklop "Dine". Nevjerojatno ostvarenje".
Russ Allbery je pak dao ocjenu 6 od 10 te zapisao:
"Činilo mi se kao da je Vinge preteško pokušavala s ovom knjigom...Vinge pokušava raditi na epskoj skali, a tu ima puno ideja da se to ostvari. Nažalost, kvaliteta pričanja priče nije baš dorasla tom zadatku. Pošto Tiamat služi kao jedini izvor vrijedne tvari, te s nekim korumpiranim političkim potezima proizašlim iz toga, uočio sam okvirne usporedbe sa "Dinom". Razlika je, međutim, što "Dina" ima filozofiju i likove koji odgovaraju, dok "Snježna kraljica" ima likove koji se čine pojednostavljeni, uklapajući se u kalupe priče i u svijet umjesto da pronađu svoj vlastiti glas. To zbilja nagriza emotivni učinak. Značajne zgode nailaze na predvidljive i povremeno melodramatske postupke, kao da se likove previše trude kako bi se uklopili u svoje uloge ali su prepovršni da bi to ostvarili."

## Vanjske poveznice
- "Snježna kraljica" na Amazon.com